# Solmser Landrecht

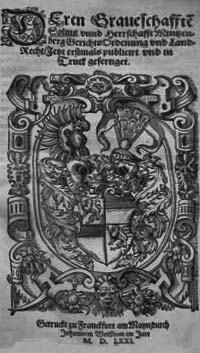
Solmser Landrecht, Titelblatt der Ausgabe von 1571

Das Solmser Landrecht ist eine Rechtssammlung des 16. Jahrhunderts. Sie wird auch als Solmser Gerichts- und Landordnung bezeichnet.

## Entstehung
Das Solmser Landrecht war eine Auftragsarbeit des Grafen Philipp von Solms-Braunfels, dessen Herrschaftsschwerpunkt in der Wetterau und an der Lahn lag und der auch Mitglied im Wetterauischen Reichsgrafenkollegium war. Das Solmser Landrecht war eine systematisierte Sammlung des in der Grafschaft Solms und darüber hinaus in der Wetterau geltenden Gemeinen Rechts.
Den ersten Entwurf fertigte der solms-laubachische Sekretär Gerhard Terhell. Sein Entwurf bestand aus einer Prozessordnung und einem Landrecht, das weitgehend auf dem praktizierten Gewohnheitsrecht basierte. Dieser erste Entwurf ist nicht erhalten. Er wurde dem Frankfurter Stadtsyndikus Johann Fichard, dem Autor der Frankfurter Reformation, vorgelegt. Dieser fand an der Prozessordnung wenig zu beanstanden – die sei bei anderen Gerichtsordnungen zutreffend abgeschrieben. Das Landrecht aber hielt er für grundlegend revisionsbedürftig. Daraufhin erhielt er selbst den Auftrag, das Werk zu überarbeiten. 1569 lieferte er die überarbeitete Gerichtsordnung, 1570 das überarbeitete Landrecht. Er arbeitete nicht nur lokale Quellen der Wetterau ein, sondern wertete auch andere Rechtssammlungen aus, nachweislich
- die Nürnberger Reformation von 1479,
- die Wormser Reformation von 1498,
- das Freiburger Stadtrecht von 1520,
- das Württembergische Landrecht von 1555,
- die Kursächsischen Generalartikel von 1557.

Diese Vorgehensweise führte zu einem starken römisch-rechtlichen Einfluss im Solmser Landrecht.
Zum Ausgleich, damit die Sammlung gleichwohl das in der Grafschaft Solms lokal geübte Recht widerspiegelte, empfahl er, seine Arbeit mit den solmsischen Sekretären und Amtmännern abzugleichen, um die örtlichen Gebräuche zutreffend abzubilden – damit „dieses werck perfecte et absolute (dergleychen doch von keynem Graven Standts bessher geschehn) mocht ausgeen.“ Diese Endredaktion wurde 1571 vorgenommen und das Werk ging noch im gleichen Jahr in Druck. Die erste Auflage war sehr schnell vergriffen und wurde mit geringfügigen Änderungen nachgedruckt. Noch zahlreiche Auflagen sollten folgen.

## Aufbau und Inhalt
Johann Fichard behielt den Aufbau des ersten Entwurfs bei. Das Voranstellen der Prozessordnung vor das materielle Recht entsprach dem Stil der Zeit und wurde in vielen Rechtssammlungen der Rezeption so gehandhabt. Insgesamt macht das Werk eher den Eindruck eines juristischen Lehrbuchs als den eines Gesetzestextes. Klarheit in Aufbau und Sprache ließen es sofort zu einem großen Erfolg werden. Wegen seiner wissenschaftlichen Qualität galt es als hervorragende Möglichkeit, um Laienrichter fortzubilden.

## Wirkung
Da die Rechtslage der benachbarten Grafschaften, die sich im Wetterauer Grafenverein zusammengeschlossen hatten, sehr ähnlich war, verbreitete sich diese Rechtssammlung in der Wetterau, als eine moderne, weil systematisierte und gedruckte Form des geltenden Rechts, schnell. Lokale Abweichungen wurden durch örtliche Bekanntmachungen veröffentlicht. In der Grafschaft Hanau-Münzenberg z. B. wurde die Rechtssammlung spätestens seit 1581 verwendet. Auch die Landgrafschaft Hessen-Butzbach, die Grafschaften Isenburg und Hanau-Lichtenberg (für das Amt Babenhausen) und die Herrschaft Eppstein führten das Solmser Landrecht offiziell ein. Auch in Teilen Oberhessens, in Kurmainz und der Grafschaft Nassau wurde es in der Praxis – auch ohne offizielle Publikation – verwendet.
Später erschienen auch gedruckte Ausgaben, die in Anhängen die örtlich geltenden Abweichungen gleich mit abdruckten. Das Solmser Landrecht blieb so zum Teil bis zum Inkrafttreten des BGB zum 1. Januar 1900 als Partikularrecht in Kraft.
Vorspruch und Einführungsdekret verweisen darauf, dass nach damaligem Rechtsverständnis das Reichsrecht nur subsidiär galt, also nur dann, wenn eine örtliche Rechtsquelle zu einer Rechtsfrage nicht vorhanden war oder schwieg. Andererseits wird darin festgestellt, dass die örtlichen Gebräuche oft nicht schriftlich niedergelegt und daher für die Rechtssuchenden und Rechtsanwender nur schwer greifbar waren. Das Solmser Landrecht stellt so den Versuch dar, mit der – damals – modernen Verschriftlichung von Recht den überkommenen, traditionellen Rechtszustand zu wahren. In der Praxis bewirkte aber der Einfluss römischen Rechts und die Tatsache der Rezeption des Solmser Landrechts weit über die Grenzen der kleinen Grafschaft Solms hinaus das Gegenteil: Eine regionale, wenn nicht gar überregionale Rechtsvereinheitlichung. Denn nicht nur in der Rechtsprechung, auch als Vorlage für weitere Rechtssetzungen wurde es verwendet. So von Johannes Fichard selbst für die von ihm verfasste Frankfurter Reformation von 1578, das Kurpfälzer Landrecht von 1582 und das Landrecht der Obergrafschaft Katzenelnbogen von 1587.

## Geltung

### Primärrechtsquelle
Das Solmser Landrecht galt als Primärrechtsquelle
- ab 1571 in den Gebieten, die dem Haus Solms gehörten.[8] Die Publikation als Gesetz erfolgte durch die Grafen Philipp von Solms-Braunfels (zugleich als Vormund der noch minderjährigen Grafen Johann Georg I. und Otto von Solms-Laubach), Eberhard und Ernst I. zu Solms-Lich am 4. April 1571.[9]
- mit Verordnung vom 24. August 1579 durch Graf Philipp IV. von Hanau-Lichtenberg für das Amt Babenhausen, das zu dieser Grafschaft gehörte.[10]
- ebenfalls noch ab dem 16. Jahrhundert in den Gebieten, die dem Haus Isenburg unterstanden. Dafür fand ein „besonderer Publicationsakt“ statt.[11]
- durch Beschluss des Rates der Stadt Frankfurt am Main vom 20. August 1726 subsidiär in den zu Frankfurt gehörenden Dorfschaften, soweit die Frankfurter Reformation keine Regelung enthielt.[12]
- durch Gewohnheitsrecht in der Grafschaft Hanau-Münzenberg.[13]
- durch Gewohnheitsrecht in der Herrschaft Heusenstamm.[14][Anm. 1]
- in den reichsritterschaftlichen Gebieten der Familien
  - von Albini[15]
  - von Löw von Steinfurth[16]
  - von Groschlag[17]
  - von Günderrode[18]
  - von Rau[19]
  - von Specht[20]
  - von Wetzel[21]
- und darüber hinaus für einzelne Ortschaften:
  - Geinsheim am Rhein[22]
  - Ober-Erlenbach[23][Anm. 2]
  - Vilbel[24]

### Subsidiäre Geltung
Das Solmser Landrecht galt darüber hinaus subsidiär in
- den Dörfern des Herrschaftsbereichs der Reichsstadt Frankfurt[25],
- der Burggrafschaft Friedberg.[26]

### Partielle Geltung
Einzelmaterien des Solmser Landrechts galten in den ehemals stolbergischen Gebieten
- Herrschaft Gedern und
- stolbergischer Teil des Amtes Ortenberg.

Das galt insbesondere für die Bereiche Vormundschaftsrecht, Erbleihe und eheliches Güterrecht. Im Übrigen galt das Gemeine Recht.

### Ausgaben
- Philipp von Solms (Hg.): Derer Graueschaffte[n] Solms vnnd Herrschaft Mintzenberg Gerichts Ordenung vnd Land Recht. Johann Wolff, Frankfurt 1571.

### Sekundärliteratur
- Bernhard Diestelkamp: Solmser Gerichts- und Landordnung. In: Handwörterbuch zur deutschen Rechtsgeschichte, Bd. 4 (1990), Sp. 1702ff.
- C. Fuchs: Über die Quellen des Solmser Landrechts. In: Zeitschrift für deutsches Recht und deutsche Rechtswissenschaft, Bd. 17 (1857), S. 292–320.
- Christoph Ludwig Hertel: Rechts- und Gerichtsverfassung der ostrheinischen Landestheile. In: Karl Albert von Kamptz im Auftrag des Königlichen [preußischen] Justizministeriums (Hg.): Jahrbücher für die preußische Gesetzgebung, Rechtswissenschaft und Rechtsverwaltung. Band 26, S. 3ff.
- Hermann Kersting: Die Sonderrechte im Kurfürstenthume Hessen. Sammlung des Fuldaer, Hanauer, Isenburger, Kurmainzer und Schaumburger Rechts, einschließlich der Normen für das Buchische Quartier und für die Cent Mittelsinn, sowie der im Fürstenthume Hanau recipirten Hülfsrechte. Fulda 1857.
- Victor von Meibom und Paul Roth: Kurhessisches Privatrecht. Elwert, Marburg 1858.
- Wilhelm von der Nahmer: Handbuch des Rheinischen Particular-Rechts . Sauerländer, Frankfurt a/M. 1831, Bd. 1, S. XXXV ff.
- Arthur Benno Schmidt: Die geschichtlichen Grundlagen des bürgerlichen Rechts im Großherzogtum Hessen. Curt von Münchow, Giessen 1893.
- Johann Gerhard Christian Thomas: Der Oberhof zu Frankfurt am Main und das fränkische Recht in Bezug auf denselben. Ein Nachlaß. Jägersche Buchhandlung, Frankfurt am Main 1841, S. 105–108.

## Nachweise
1. ↑   Diestelkamp.
2. ↑   Diestelkamp.
3. ↑   Diestelkamp.
4. ↑   Abweichungen für Hanau bei: Kersting, S. 388
5. ↑   Diestelkamp.
6. ↑   Diestelkamp.
7. ↑  Thomas Löhr: Kleinschmidt, Johannes. In: Neue Deutsche Biographie 12 (1979), S. 7 f; Thomas Löhr: Geschichte des Landrechts der Obergrafschaft Katzenelnbogen. Diss. Bonn 1976.
8. ↑   Schmidt, S. 105 u. Anm. 23.
9. ↑   Schmidt, S. 73f.
10. ↑   Schmidt, S. 105 u. Anm. 25.
11. ↑   Schmidt, S. 105.
12. ↑   Schmidt, S. 75, Anm. 65.
13. ↑   Schmidt, S. 105 u. Anm. 26.
14. ↑   Schmidt, S. 106.
15. ↑   Schmidt, S. 106.
16. ↑   Schmidt, S. 106.
17. ↑   Schmidt, S. 106.
18. ↑   Schmidt, S. 106.
19. ↑   Schmidt, S. 106.
20. ↑   Schmidt, S. 106.
21. ↑   Schmidt, S. 106.
22. ↑   Schmidt, S. 106.
23. ↑   Schmidt, S. 106.
24. ↑   Schmidt, S. 106.
25. ↑   Schmidt, S. 75, Anm. 65.
26. ↑   Schmidt, S. 107.
27. ↑   Schmidt, S. 108.